# GP Slovenian Istria
Il GP Slovenian Istria, fino al 2018 Grand Prix Izola, è una corsa in linea maschile di ciclismo su strada che si tiene annualmente a Isola, in Slovenia. Nata nel 2014, fa parte del circuito UCI Europe Tour come prova di classe 1.2.

## Albo d'oro
Aggiornato all'edizione 2025.
| Anno                | Vincitore                             | Secondo                               | Terzo                                 |
| Grand Prix Izola    | Grand Prix Izola                      | Grand Prix Izola                      | Grand Prix Izola                      |
| ------------------- | ------------------------------------- | ------------------------------------- | ------------------------------------- |
| 2014                | Christian Delle Stelle                | Fabio Chinello                        | Fabian Schnaidt                       |
| 2015                | Gregor Mühlberger                     | Primož Roglič                         | Paolo Ciavatta                        |
| 2016                | Jure Golčer                           | Markus Eibegger                       | Markus Freiberger                     |
| 2017                | Filippo Fortin                        | Marko Kump                            | Matej Mugerli                         |
| 2018                | Dušan Rajović                         | Daniel Auer                           | Matthew Gibson                        |
| GP Slovenian Istria |                                       |                                       |                                       |
| 2019                | Marko Kump                            | Paolo Totò                            | Davide Gabburo                        |
| 2020                | annullata per la Pandemia di COVID-19 | annullata per la Pandemia di COVID-19 | annullata per la Pandemia di COVID-19 |
| 2021                | Mirco Maestri                         | Leonardo Marchiori                    | Daniel Smarzaro                       |
| 2022                | Daniel Auer                           | Oliver Stockwell                      | Nicolo Buratti                        |
| 2023                | Bartłomiej Proć                       | Alberto Bruttomesso                   | Anže Skok                             |
| 2024                | Marcin Budziński                      | Max Van Der Meulen                    | Riccardo Zoidl                        |
| 2025                | Michiel Coppens                       | Frits Biesterbos                      | Tomasz Budziński                      |